# Verbascum pestalozzae
Verbascum pestalozzae är en flenörtsväxtart som beskrevs av Pierre Edmond Boissier. Verbascum pestalozzae ingår i släktet kungsljus, och familjen flenörtsväxter. Inga underarter finns listade i Catalogue of Life.